# Gmina Bargłów Kościelny
Die Gmina Bargłów Kościelny ist eine Landgemeinde im Powiat Augustowski der Woiwodschaft Podlachien, Polen. Ihr Sitz ist das gleichnamige Dorf (litauisch Barglavas).

## Gliederung
Zur Landgemeinde (gmina wiejska) Bargłów Kościelny gehören 30 Ortsteile mit einem Schulzenamt (solectwo):
Bargłów Dworny
Bargłów Kościelny
Bargłówka
Barszcze
Brzozówka
Bułkowizna
Dreństwo
Górskie
Judziki
Kamionka Nowa
Kamionka Stara
Komorniki
Kroszewo
Kroszówka
Kukowo
Łabętnik
Nowiny Bargłowskie
Pieńki
Pomiany
Popowo
Pruska
Reszki
Rumiejki
Solistówka
Tajenko
Tajno Łanowe
Tajno Podjeziorne
Tajno Stare
Wólka Karwowska
Żrobki
Weitere Ortschaften der Gemeinde ohne Schulzenamt sind Karpa, Kresy, Lipowo, Mamarta, Nowiny Stare, Piekutowo, Sosnowo und Tobyłka.